# 不合
不合，蒙古帝国将领，又作抹歌，蒙古札剌亦兒氏，孔温窟哇（古温兀阿）第四子，木华黎的弟弟。
铁木真除掉主儿乞部的撒察别乞之后。孔温窟哇将他与木华黎都送给铁木真做门内奴婢。不合多年在铁木真家忠勤效劳，铁木真建立大蒙古国后，之前与斡格列·扯儿必一间进人的侍卫，可增加到八千名，其中一千名侍卫，由不合管领。分四班轮值班怯薛，不合分掌一班。1207年，成吉思汗命朮赤率领右翼军出征森林部落，由不合担任向导，有功。1219年，随成吉思汗西征花剌子模国。他的儿子忙哥，孙子塔塔兒台。